# Uren'
Uren' (in russo Урень?) è una cittadina della Russia europea centro-orientale, nell'oblast' di Nižnij Novgorod, capoluogo del rajon Urenskij).
Sorge sulle rive del fiume Usta e dista circa 190 km da Nižnij Novgorod. Fondata nel 1719, ha ricevuto lo status di città nel 1973.